# Ustedes los ricos
Ustedes los ricos és una pel·lícula mexicana del 1948. La pel·lícula és la segona d'una trilogia produïda durant l'Època d'Or del cinema mexicà, començant per Nosotros los pobres (1948) i seguida per Pepe El Toro el 1953. Ismael Rodríguez Ruelas va dirigir les tres pel·lícules, amb Pedro Infante com Pepe el toro i Evita Muñoz "Chachita" com la filla Chachita, mentre que Blanca Estela Pavón només va aparèixer com a Celia en les dues primeres, ja que va morir en un accident d'avió el 1949.

## Sinopsi
Pepe és un fuster que vol viure honestament. Un dia el seu carro xoca amb un vehicle molt luxós i modern d'una persona adinerada. Quan baixa Pepe s'adona que es Manuel, pare legítim de Chachita, una nena òrfena del veïnat que Pepe i la seva esposa van adoptar. Pepe es baralla a cops amb Manuel per venjança de l'abandó de la seva filla. Manuel no en sap res i se n'assabenta en aquell mateix instant. Manuel atreu Chachita amb el seus diners per guanyar-se la seva confiança i quedar-se amb ella, també amenaça a Pepe perquè li retorni la seva filla.

## Repartiment
- Pedro Infante - Pepe "El Toro"
- Evita Muñoz - Chachita
- Blanca Estela Pavón - Celia "La Romántica" (La Chorreada esposa de Pepe)
- Fernando Soto "Mantequilla" Antonio Feliciano de la Rosa "El Bracero" (smiv de Pepe)
- Pedro de Urdimala - "Topillos"
- Ricardo Camacho - "Planillas"
- Delia Magaña - "La Tostada"
- Amelia Wilhelmy - "La Guayaba"
- Alfredo Fernández - "El Atarantado"
- Jaime Jiménez Pons - "El Güíjolo"
- Jorge Arriaga - Ledo "El Tuerto"
- Jesús García - "El Camellito"
- Nelly Montiel - Andrea "La Ambiciosa" (Esposa de Manuel)
- Miguel Manzano - Manuel de la Colina y Bárcena "El Mujeriego"
- Mimí Derba - Doña Charito "La Millonaria" (Mamà de Manuel)

## Nominacions
A les IV edició dels Premis Ariel fou nominada al millor actor (Pedro Infante) i millor actriu (Blanca Estela Pavón)